# Daeg Faerch
Daeg Faerch (ur. 27 września 1995) – kanadyjski aktor duńskiego pochodzenia, okazjonalnie współscenarzysta. Syn aktorki Mickey Faerch.
Jest skautem, zna język francuski, potrafi tańczyć salsę i tango oraz gra na gitarze. Pisaniem scenariuszy zajął się już w wieku ośmiu lat, kiedy to napisał piętnastostronicowy skrypt zatytułowany Duel. Na jego podstawie wyreżyserował i zmontował film telewizyjny; idąc za ciosem, zaczął produkować krótkometraże dla telewizji.
W 2007 roku muzyk rockowy Rob Zombie obsadził go w swoim filmie Halloween w roli dziesięcioletniego psychopaty, Michaela Myersa. Obok Willa Smitha pojawił się w filmie Hancock. Był to występ cameo, a Faerch wystąpił w roli francuskiego punka.

## Filmografia
- 2010: Black Friday 3D jako Derek
- 2009: Woman Called Job, A jako Charlie
- 2009: Monsterpiece Theatre Volume 1 jako Alex (segment "Misfits")
- 2009: Family of Four jako Joshua
- 2009: Run! Bitch Run! jako Tommy
- 2008: Hancock jako Michel
- 2008: Wreck the Halls jako Charles
- 2007: Halloween jako Młody Michael Myers
- 2007: Rattle Basket jako Mortie Hoffman
- 2007: Dark Mirror jako Córka sąsiadów
- 2006: Coming to Town jako Alasdair Romer
- 2005: Life Ride jako Billy
- 2004: Earl's Your Uncle jako Ratt
- 2007-2009: Gdzie pachną stokrotki (Pushing Daisies) jako Ingmar (gościnnie)